# Columelle (mollusque)

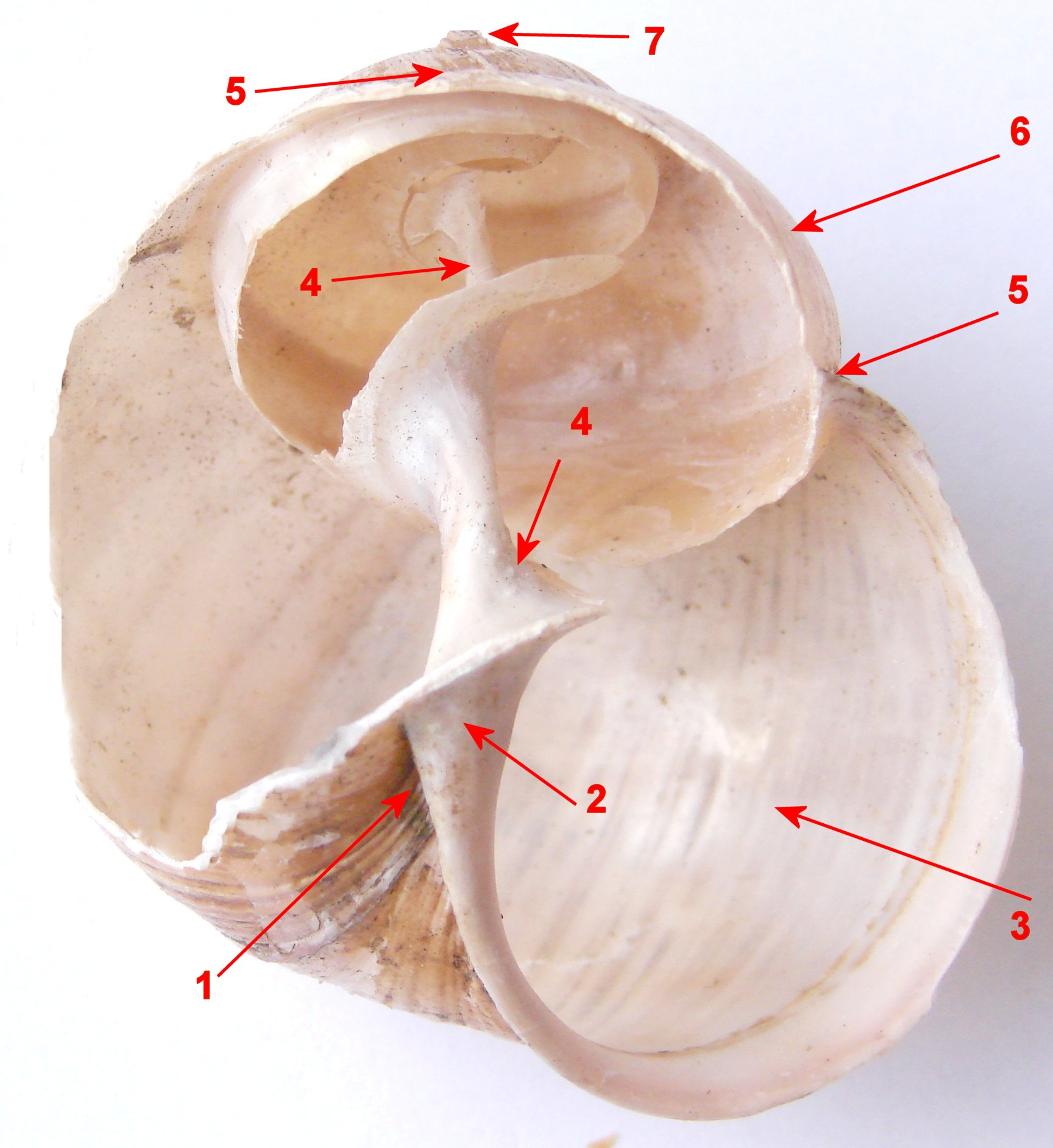
Coquille d'un escargot de Bourgogne ouverte.
1 : ombilic — 2 : péristome — 3 : ouverture — 4 : columelle — 5 : limites d'un verticille (6) — 7 : apex.

La columelle est la partie axiale des enroulements de la coquille d'un mollusque gastéropode. Elle communique avec l'extérieur par un ombilic plus ou moins ouvert.